# Slanec
Slanec (allemand : Salzburg, Zalantz, hongrois : Nagyszaláncz) est un village de Slovaquie situé dans la région de Košice.

## Géographie
Le village a donné son nom à une chaine de petites montagnes les collines de Slanec (slovaque : Slancké Vrchy) d'origine volcanique s'étendant du nord au sud de Prešov à la frontière hongroise. Elles se prolongent dans ce pays sous le nom de Zemplen.

## Histoire
La première mention écrite du village date de 1230.

## Démographie

### Évolution de la population
| Année:               | 1994. | 2004.   | 2014.   | 2024.   |
| -------------------- | ----- | ------- | ------- | ------- |
| Nombre de personnes: | 1231  | 1315    | 1445    | 1500    |
| Différence:          |       | +6,82 % | +9,88 % | +3,80 % |

| Année:               | 2023. | 2024.   |
| -------------------- | ----- | ------- |
| Nombre de personnes: | 1481  | 1500    |
| Différence:          |       | +1,28 % |

## Patrimoine
Le château de Slanec, en ruine, surplombe le village.

## Transport
Le village possède une gare sur la ligne de chemin de fer 190 entre Košice et Čierna nad Tisou.